# فرچایلد سمیکانداکتر
 فرچایلد سمیکانداکتر بین‌الملل، آی‌ان‌سی (به انگلیسی: Fairchild Semiconductor) یک شرکت نیمرسانای آمریکایی مستقر در سن خوزه، کالیفرنیا بود. در سال ۱۹۵۷ به عنوان بخش دوربین و ابزار فرچاید تأسیس شد و در ساخت ترانزیستورها و مدارهای مجتمع پیشگام شد. شلومبرژه این شرکت را در سال ۱۹۷۹ خریداری کرد و در سال ۱۹۸۷ آن را به نشنال سمیکنداکتر فروخت. فرچایلد دوباره به عنوان یک شرکت مستقل دوباره در سال ۱۹۹۷ واگذار شد. در سپتامبر سال ۲۰۱۶، توسط آن سمیکانداکتر، فرچایلد را به دست آورد.
این شرکت مکان‌هایی در ایالات متحده در سان خوزه، کالیفرنیا داشت. پورتلند جنوبی، مین؛ جردن غربی، یوتا؛ ومونتاین تاپ، پنسیلوانیا. در خارج از ایالات متحده مکانهایی در سنگاپور؛ بوچئون، کره جنوبی؛ پنانگ، مالزی؛ سوژو، چین؛ و سبو، فیلیپین، در میان دیگران فعالیت داشته.

## یوند به بیرون
- آرشیو تارنمای نیم‌رسانای فرچاید توسط Wayback Machine (بایگانی‌شده ژوئیه ۲۶, ۲۰۱۶)
- تصویربرداری فرچاید
- مجموعه اطلاعات تاریخچه شرکت پیوند به محتوای تاریخچه نیم‌رسانا فرچاید در سایت موزه تاریخ کامپیوتر.
- خرید گوجه فرنگی در زادگاه سیلیکون ولی: اتفاقی که برای سایت اصلی فرچاید و آزمایشگاه شاکلی افتاد.
- فناوری گیت سیلیکونی که در سال ۱۹۶۸ توسط اف فاگین و همکاران در فرچاید ساخته شد، در اکتبر ۱۹۶۸ در IDEM در واشینگتن دی‌سی ارائه شد.
- داده‌های تجاری دربارهٔ نیم‌رسانای بین‌الملل فرچاید: